# دا انتيرنز
دا انتيرنز هي فرقة إنتاج تتكون من ماركوس «كوسين اون دا بييت» بالاسيوس وارنست «تو» كلارك. في الأصل من شيكاغو، الفرقة الآن في لوس أنجلس. من أهم أعمالهم الإنتاجية أغنية بيغ شون «أي$$» المنفردة وأيضاً أغنية ريانا «بيرثدي كيك». لقد عملوا أيضا مع ناز، لوداكريس، نيللي وكاسي.